# Hipermarket

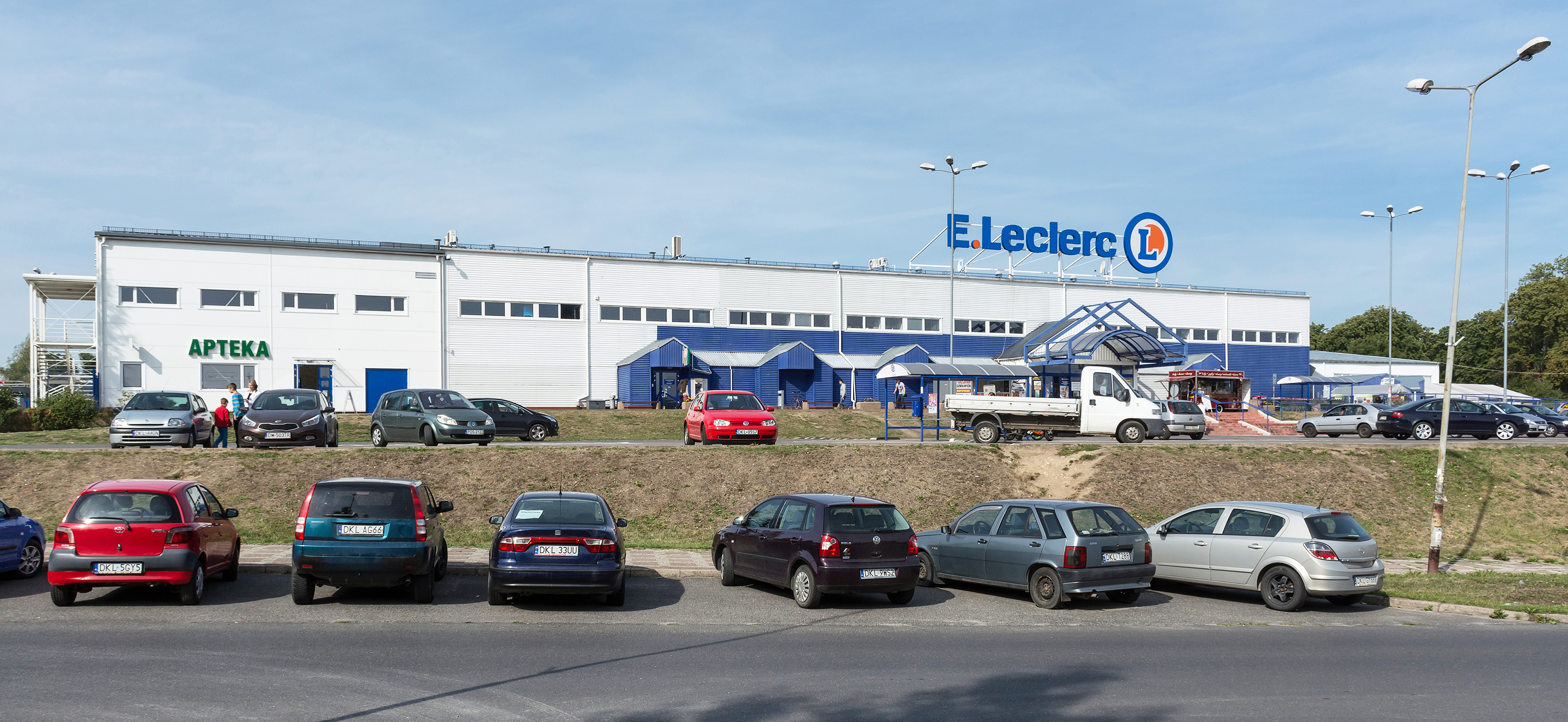
Hipermarket E.Leclerc w Kłodzku

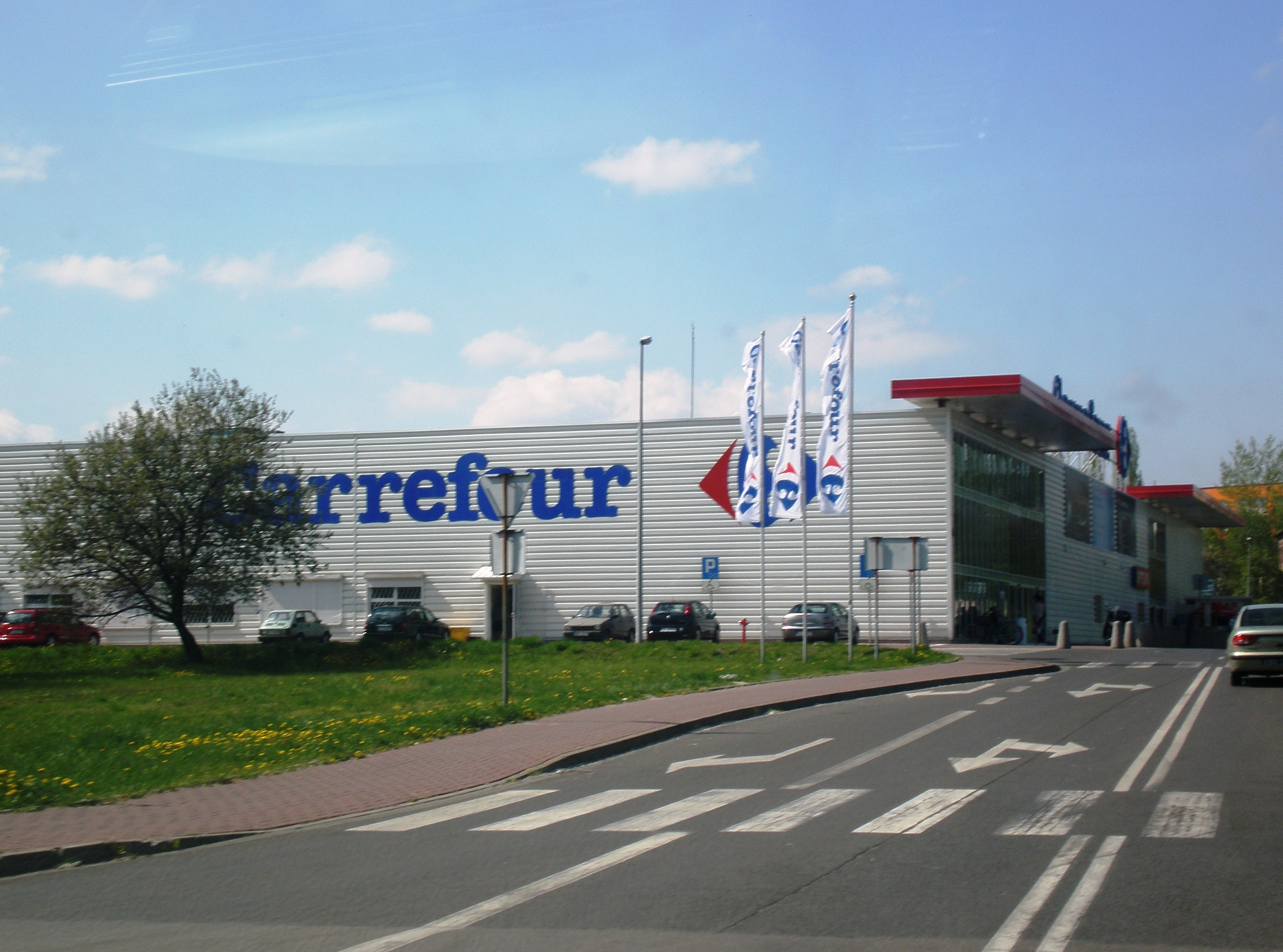
Hipermarket Carrefour w Jaworznie

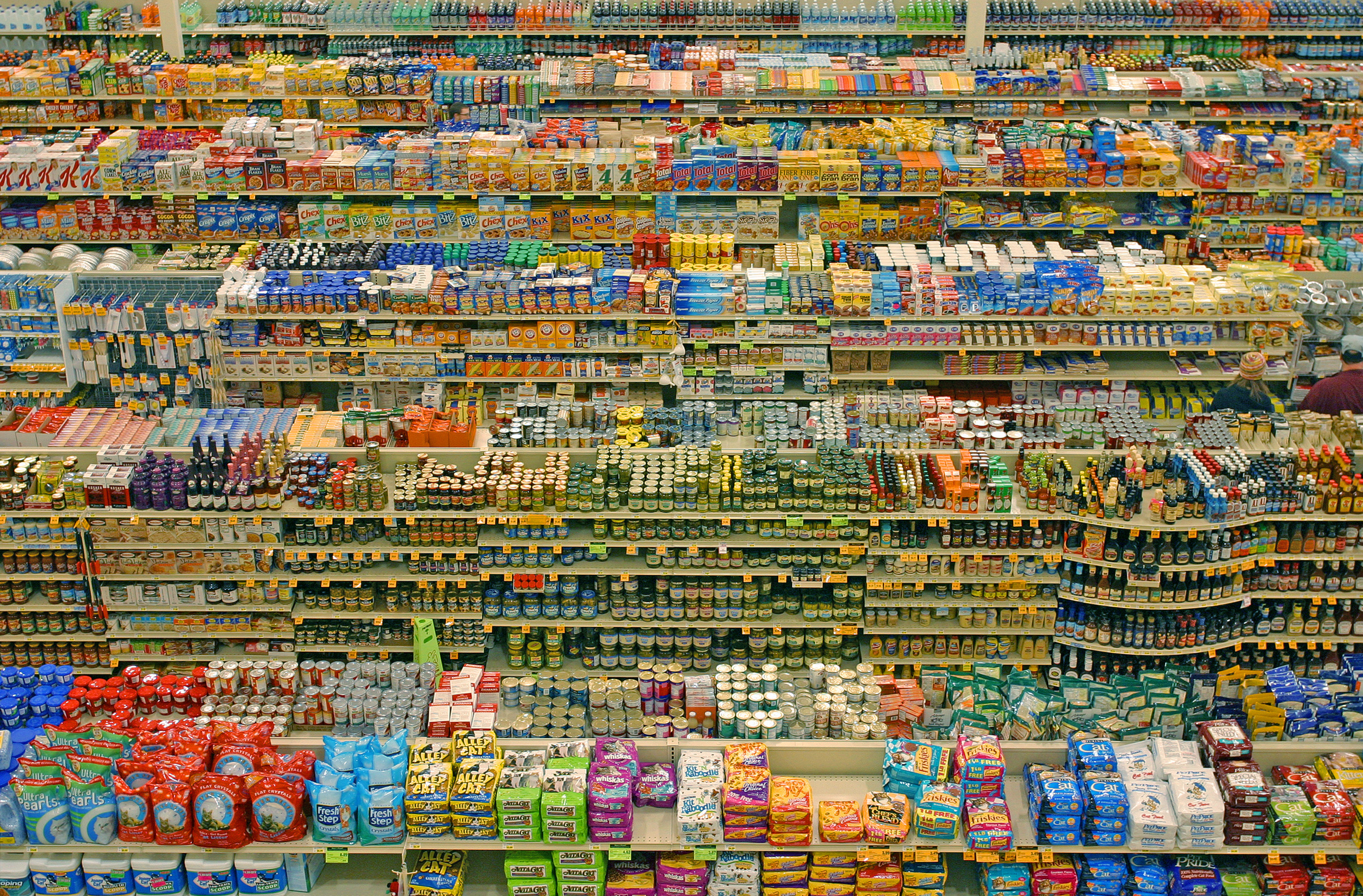
Wnętrze hipermarketu Fred Meyer w Portland w Stanach Zjednoczonych

Hipermarket – wielkopowierzchniowy sklep samoobsługowy, często też ze względu na swoje rozmiary znajdujący się na obrzeżach miasta. Hipermarket w ścisłym tego znaczeniu to sklep (market) o bardzo dużej powierzchni, sprzedający szeroki asortyment towarów codziennego użytku, takich jak żywność, ubrania, kosmetyki, środki czyszczące, produkty FMCG (produkty szybkozbywalne z ang. Fast Moving Consumer Goods). Przyjmuje się, że hipermarket ma powierzchnię sprzedażową przekraczającą 2,5 tys. m².
Hipermarket to większa wersja supermarketu. Oprócz większej powierzchni, ma też większy asortyment, oraz z uwagi na lokalizację, posiada parking na ponad 1000 miejsc.

## Historia
Pierwszy hipermarket w Europie został otwarty 15 czerwca 1963 w miejscowości w Sainte-Geneviève-des-Bois pod Paryżem we Francji. Był to hipermarket Carrefour.

## Działalność

### W Polsce
Do funkcjonujących w Polsce sieci hipermarketów należą:
- E.Leclerc (przejął sieć supermarketów Billa)
- Auchan (przejął sieć hipermarketów Real)
- bi1 (sieć powstała na bazie części hipermarketów Real, które Auchan był zmuszony przez UOKiK odsprzedać)
- Carrefour (przejął sieć hipermarketów Hypernova, supermarketów Albert i hipermarketów Tesco)
- Kaufland (przejął sieć hipermarketów Tesco i E.Leclerc)